# Mot härliga tider
Mot härliga tider är en svensk romantisk komedifilm från 1983 med regi och manus av Kjell Jerselius. Filmen var hans debut som långsfilmsregissör och i rollerna ses bland andra Pia Green, Stig Engström och Anki Lidén.

## Om filmen
Inspelningen ägde rum mellan den 24 mars och 4 september 1983. Flertalet scener spelades in på olika platser i Stockholm och Uppsala och därtill togs vissa scener i Norrtälje, på Värmdö och i Västervik. Fotografer var Lasse Björne och Kjell-Åke Andersson (endast 3-4 september) och producent Ingemar Ejve. Georg Riedel komponerade musiken och Lars Hagström var klippare. Filmen premiärvisades den 14 oktober 1983 på biograferna Fontänen och Röda Kvarn i Stockholm. Filmen har visats flera gånger i svensk TV, både av Sveriges Television och TV4.
De flesta recensenter gav filmen negativ kritik.

## Rollista
- Pia Green – Jackie
- Stig Engström – Carl-Adam
- Anki Lidén – Yvonne
- Helena Brodin – Vanja
- Jan Malmsjö – Arvid
- Eddie Axberg – Svempa
- Lis Nilheim – Katrin
- Greger Lindquist – Bosse
- Leif Ahrle – Peder
- Cecilia Walton – Marre
- Claire Wikholm – Lena
- Lars Humble – Sid
- Elisabeth Munkhammar – barnet
- Jan Nygren – Pertti
- Inga Sarri – Eila
- Carl-Lennart Fröbergh – förmannen
- Marrit Ohlsson – damen med hunden
- Clas Holmberg	– butiksföreståndaren
- William Aldridge – engelsk turist
- Alistair Dinwiddie – engelsk turist
- Lennart Norbäck – raggare
- Bo Sandberg – raggare
- Thomas Lundström – ung aktivist
- Per Hallerby – man på FNL-möte
- Magnus Bergh – man på FNL-möte
- Oliver Renborg – sjungande på FNL-möte
- Lars "Latte" Kronlund	– ung arbetare med bergsprängare

Bortklippta
- Olle Nordemar – julgransköpare i återblick
- Norbert Feusi	– schweizare på varuhuset

### Fotnoter
1. 1 2 3  ”Mot härliga tider”. Svensk Filmdatabas. http://sfi.se/sv/svensk-filmdatabas/Item/?itemid=14554&type=MOVIE&iv=Basic&ref=/templates/SwedishFilmSearchResult.aspx?id%3d1225%26epslanguage%3dsv%26searchword%3dmot+h%C3%A4rliga+tider%26type%3dMovieTitle%26match%3dBegin%26page%3d1%26prom%3dFalse. Läst 16 maj 2013.